# Centre de détention métropolitain de Brooklyn
Ne doit pas être confondu avec Centre correctionnel métropolitain de New York.
Metropolitan Detention Center, Brooklyn
Le centre de détention métropolitain de Brooklyn (en anglais : Metropolitan Detention Center, Brooklyn ou MDC Brooklyn) est un centre de détention administratif fédéral américain situé dans le quartier de South Slope à Brooklyn, à New York et dans l’État de New York. Il détient des prisonniers des deux sexes et est divisé en quatre sections de niveau de sécurité différent, en fonction des délits dont sont accusés les détenus. Il est géré par le Bureau fédéral des prisons, une division du département de la Justice des États-Unis. 
La plupart des prisonniers détenus au MDC Brooklyn sont dans l'attente de leur procès devant le tribunal de district du secteur est de New York (United States District Court for the Eastern District of New York). La prison de MDC Brooklyn détient également des prisonniers purgeant de courtes peines.

## Histoire
MDC Brooklyn a ouvert ses portes au début des années 1990. Il a une capacité de 1 000 places et a été construit spécifiquement pour les personnes en détention provisoire dans l'attente de leur inculpation et/ou de leur procès  devant la cour fédérale du district oriental de New York.
En 1999, un deuxième établissement a été ouvert à côté du complexe d'origine pour héberger des détenus qui ont déjà été condamnés et attendent d'être transférés dans un pénitencier pour purger leur peine. Cela a porté le nombre total de détenus à près de 3 000 et fait de MDC Brooklyn le plus grand centre de détention préventive des États-Unis. 

### Problèmes de chauffage et d'électricité durant l'hiver 2019
Du 26 janvier au 3 février 2019, plus de 1 600 détenus ont subi les conséquences d'une panne de courant, les laissant dans des cellules sans éclairage et sans chauffage, alors même que la ville traversait une vague de froid intense. Durant cette panne de courant, les détenus ont également été privés de la possibilité de contact avec les membres de leur famille et leurs avocats ; le système de renouvellement des ordonnances médicales par e-mail était également indisponible,. De nombreux détenus ont dit être tombés malade. Certains prisonniers ont frappé aux fenêtres pour attirer l'attention sur leur sort; ils ont également eu recours à diverses méthodes de protestation non violentes, dont la grève de la faim. Durant la coupure de courant, des manifestations ont eu lieu devant la prison et des responsables politiques de premier plan de l’État de New York, dont Jerrold Nadler et le gouverneur Andrew Cuomo se sont plaints publiquement de l'incurie de l'administration pénitentiaire,.

## Détenus célèbres
| Nom du détenu      | Rtter     | Photo | Statut | Détails |
| ------------------ | --------- | ----- | --- | --- |
| 6ix9ine            | 86335-054 |       | Déplacé dans un autre établissement par mesure de sécurité, en assignation à résidence depuis le 2 avril 2020 en raison de son asthme, dans le contexte de l'épidémie de coronavirus.                                                                         | Rappeur, de son nom de naissance Daniel Hernandez. Le rappeur est visé par dix-sept chefs d’accusation, soupçonné d'être un membre du gang Nine Trey Gangsters, accusé de vol à main armée, de racket et d'infraction à la législation sur les armes à feu,. |
| R. Kelly           | 09627-035 |       | En attente de jugement; transféré au MCC de Chicago | Accusé de racket, de viol, de viol sur mineures, de trafic sexuel et de production de matériel pédopornographique |
| Martin Shkreli     | 87850-053 |       | Déplacé à FCI Allenwood Low (en) ; sortie prévue le 18/10/2023 | Ancien PDG de Turing Pharmaceuticals ; condamné en 2017 pour fraude sur titres, sa caution a ensuite été révoquée après qu'il a publié un article sur Facebook offrant à ses abonnés 5 000 $ pour les cheveux d'Hillary Clinton,. |
| Vincent Asaro (en) | 83223-053 |       | Purge sa peine au FCI Loretto | Asaro est un gangster et un capo de New York, du clan mafieux de la famille Bonanno. Asaro a été reconnu coupable dans une affaire d'incendie criminel impliquant un véhicule. |
| Linda Weston       | 68897-066 |       | Purge sa peine à FCI Hazelton | Inculpée en 2013 pour meurtre, racket, crimes de haine et autres accusations d'avoir dirigé un groupe qui détenait des personnes handicapées mentales contre leur gré entre 2001 et 2011 afin de voler leurs prestations de sécurité sociale, dont deux sont décédées des suites de mauvais traitements, .                                                                                   |
| Abid Naseer        | 05770-748 |       | Purge sa peine à FCI Three Rivers | Membre présumé d'Al-Qaïda ; extradé du Royaume-Uni en 2012 pour faire face à des accusations selon lesquelles il aurait participé à une conspiration internationale pour mener des attentats aux États-Unis et en Europe ; condamné en 2015 à 40 ans de détention ; trois complices ont été condamnés en 2010 et 2012.                                                                       |
| Al Sharpton        | 21458-069 |       | Détenu 90 jours au MDC Brooklyn en 2001. | Pasteur baptiste, militant politique et présentateur de télévision sur MSNBC ; reconnu coupable d'intrusion sur une propriété fédérale pour avoir protesté contre la présence militaire américaine sur l'île de Vieques, à Porto Rico. |
| Megan Rice (en)    | 88101-020 |       | Libéré de garde à vue le 16 avril 2015. | Activiste antinucléaire et religieuse catholique romaine ; reconnu coupable en 2013 de sabotage pour avoir pénétré illégalement dans le complexe de sécurité nationale Y-12 et vandalisé une installation abritant de l'uranium de qualité militaire,. |
| Michael Cohen      | 86067-054 |       | Purge une peine de trois ans. Sa peine a commencé à la FCI Otisville en mai 2019, assigné à résidence en mai 2020 en raison de la pandémie de COVID-19. En juillet 2020, il a été réincarcéré pour non respect des conditions de son assignation à résidence. | Ancien avocat de Trump Organisation. Plaide coupable en 2018 de violations de la loi électorale, de fraudes bancaires et fiscales et de parjure. il est condamné à trois ans de prison en décembre 2018. |
| Ghislaine Maxwell  | 02879-509 |       | Détenue au MDC Brooklyn depuis le 6 juillet 2020. | Accusée d'incitation à des actes sexuels illégaux, de parjure, et d'avoir aidé, facilité et contribué aux agressions sur mineures de Jeffrey Epstein de 1994 à 1997,. Elle plaide non coupable en juillet 2020. Le début de son procès est fixé au 12 juillet 2021. Ghislaine Maxwell encourt jusqu'à 35 ans de prison ferme si elle est reconnue coupable des chefs dont elle est inculpée. |
| Sean Combs         | 37452-054 |       | Arrêté le 16 septembre 2024 et actuellement détenu sans caution après sa première comparution devant le tribunal,. | Rappeur, producteur et directeur de maisons de disques, connu professionnellement sous le nom de Diddy et anciennement P. Diddy et Puff Daddy. Il a été arrêté en septembre 2024 et accusé de trafic sexuel et de racket. |
| Luigi Mangione     | 52503-511 |       | Arrêté le 9 décembre 2024 et transféré au MDC le 19 décembre 2024. Actuellement détenu sans caution après sa première comparution devant le tribunal. | Accusé de meurtre au premier degré et de terrorisme pour le meurtre de Brian Thompson, ainsi que de possession criminelle d'une arme et de harcèlement criminel. |

## Sources
- (en) Cet article est partiellement ou en totalité issu de l’article de Wikipédia en anglais intitulé « Metropolitan Detention Center, Brooklyn » (voir la liste des auteurs).